# Giulio Feltre della Rovere
Giulio Feltre della Rovere (ur. 5 kwietnia 1533 w Urbino, zm. 3 września 1578 w Fossombrone) – włoski kardynał.

## Życiorys
Był synem hrabiego Franciszka Marii I della Rovere i Eleonory Gonzagi. Był klerykiem w rodzinnym Urbino, a w 1540 został hrabią Sory. Miał troje dzieci: Marię, Ippolito i Giuliano. 27 lipca 1547 został kreowany kardynałem in pectore. Kapelusz kardynalski i diakonię S. Pietro in Vincoli otrzymał 9 stycznia 1548. 24 września tego samego roku został wybrany biskupem Urbino i zarządzał diecezją do czasu osiągnięcia kanonicznego wieku 27 lat. Zrezygnował z administrowania diecezją 18 listopada 1551, kiedy to został administratorem Novary (do rezygnacji 18 września 1552). Od 13 września 1560 do 16 kwietnia 1565 pełnił rolę biskupa Vicenzy. Od 6 października 1564 pełnił rolę protodiakona aż do 15 lutego 1566, gdy został podniesiony do rangi kardynała prezbitera zachowując swój kościół tytularny. 6 marca tegoż roku został arcybiskupem Rawenny, którym pozostał do śmierci. Od 8 sierpnia 1567 był także protoprezbiterem, do 12 kwietnia 1570, gdy został kardynałem biskupem kolejno Albano, Sabiny i Palestriny.